# Monte Bronzone
Il monte Bronzone [bɾonˈʣoːne] (in bergamasco Bronzù) è una montagna delle Prealpi Bergamasche che raggiunge un'altitudine di 1.334 m s.l.m. Contrariamente a quanto si possa pensare, l'origine del nome Bronzone non deriva da Bronzo, ma dalla parola Burun (poi storpiata in dialetto in Burunsù) che significa ferro; infatti sul territorio di Viadanica si trovano diverse e antiche coltivazioni di questo elemento già sfruttate in epoca pre-romana.

## Descrizione
Il Monte Bronzone è la seconda elevazione, dopo il monte Torrezzo, della costiera che chiude a ovest la conca dove è situato il Lago di Iseo.
Amministrativamente si trova sul confine tra i comuni di Vigolo (a est) e Adrara San Martino (a ovest). Sulla cima è collocata una alta croce di vetta con annessa una campana dedicata a Giovanni XXIII. Dalla sommità si gode di un vasto panorama conosciuto e apprezzato già da viaggiatori del XIX secolo.

## Accesso alla cima
Tra le varie vie di salita al Monte Bronzone l'itinerario che parte da Sarnico, che concatena tratti dei sentieri n. 701, 728,  729 e del TPC (Trans Padano Centrale) consente oltre che l'accesso alla cima anche l'esplorazione dei diversi versanti della montagna.
La salita da altre località raggiungibili in auto, come ad esempio da Bratta, è però decisamente più breve.

## Punti di appoggio
Non molto distante dalla cima si trova il Rifugio Gombo Alto. Le chiavi sono disponibili, previa prenotazione, presso il comune di Vigolo.